# Requiem (Henze)
Pour les articles homonymes, voir Requiem (homonymie).
 (décembre 2016).
Si vous disposez d'ouvrages ou d'articles de référence ou si vous connaissez des sites web de qualité traitant du thème abordé ici, merci de compléter l'article en donnant les références utiles à sa vérifiabilité et en les liant à la section « Notes et références ».
Hans Werner Henze a écrit ses neuf Concertos sacrés (Sacred Concertos) qui composent son Requiem entre 1991 à 1993 sur une commande du London Sinfonietta, de la Suntory pour l'Orchestre symphonique de la NHK, et du Westdeutscher Rundfunk, Cologne. Le premier mouvement, Introitus: Requiem Aeternam, a été commandé par le London Sinfonietta dans le cadre d'un concert commémoratif pour son directeur artistique Michael Vyner, décédé du sida le 20 octobre 1989.
En plus de Henze, le London Sinfonietta a également demandé à sept autres éminents compositeurs (Luciano Berio, Sir Harrison Birtwistle, Sir Peter Maxwell Davies, Toru Takemitsu, Oliver Knussen, et Nigel Osborne) des œuvres en mémoire de Michael Vyner pour une représentation qui a eu lieu le 6 mai 1990.
Le Requiem se compose de neuf Concertos sacrés qui, à une exception près, ont les mêmes noms que les mouvements traditionnels de la messe de Requiem, bien qu'ils soient dans le désordre. Henze choisit également d'interpoler l'Ave verum corpus dans les autres mouvements. Même si les mouvements portent les appellations traditionnelles, il n'y a pas de chanteurs et pas de texte dans cette œuvre. Dans son autobiographie, Henze indique que ce choix a été fait pour ouvrir le champ d'utilisation du Requiem et d'en faire une « [...] pièce laïque et multiculturelle, un acte d'amour fraternel qui a été écrit in memoriam Michael Vyner dont le nom fait droit pour toutes les nombreuses autres personnes dans le monde qui sont mortes trop tôt et dont les souffrances sont pleurées dans ma musique. »

## Composition
- durée d'exécution : env. 70 minutes[3]
- Éditeur : Schott
- Dédicace : à la mémoire de Michael Vyner
- Titre complet : Requiem: Nine Sacred Concertos for Piano Solo, Trumpet Concertante and large Chamber Orchestra

### Première exécution intégrale
Le 24 février 1993, Philharmonic Hall, Cologne Ensemble Modern

### Premières représentations des mouvements individuellement
- Introitus : le 6 mai 1990, Royal Opera House, Covent Garden, London Sinfonietta
- Dies Irae : le 11 décembre 1991, Queen Elizabeth Hall de Londres, London Sinfonietta
- Ave Verum Corpus : a été Créée avec le Dies Irae et le Lux Aeterna
- Lux Aeterna : créé avec le Dies Irae et l'Ave Verum Corpus
- Rex Tremendae : le 26 novembre 1992, Suntory Hall de Tokyo, NHK Symphony Orchestra
- Agnus Dei : le 14 janvier 1991, BBC Henze Festival, Barbican Centre de Londres, Parnassus Ensemble
- Tuba Mirum : le 24 février 1993, Philharmonic Hall De Cologne, Ensemble Modern
- Lacrimosa : créée avec le Rex Tremendae et le Sanctus
- Sanctus : créée avec le Rex Tremendae et le Lacrimosa

### Instrumentation
- trompette Concertante en C
- piano Solo
- 2 flûtes (doublement de piccolo et flûte alto)
- 1 hautbois
- 1 cor anglais
- 1 clarinette
- 1 clarinette basse
- 1 saxophone soprano
- 1 basson
- 2 cors en fa
- 2 trompettes en do
- 2 trompettes basses en do (Tuba Mirum seulement)
- 1 trombone ténor
- 1 trombone Basse
- timbales
- harpe
- célesta
- 4 violons
- 3 violons alto
- 3 violoncelles
- 1 contrebasse
- percussions (3 joueurs):
  - triangle
  - 3 cymbales suspendues
  - cymbales
  - 3 tam-tams
  - plaque-tonnerre (« thunder sheet »)
  - wood-block
  - blocs chinois
  - tambourin
  - Caisse claire
  - 3 toms
  - tambourin à cordes
  - grosse caisse avec Cymbale
  - crécelle